# Liste der Kulturdenkmale in Mustin (bei Ratzeburg)
In der Liste der Kulturdenkmale in Mustin sind alle Kulturdenkmale der schleswig-holsteinischen Gemeinde Mustin (Kreis Herzogtum Lauenburg) aufgelistet (Stand: 10. März 2025).

## Legende
In den Spalten befinden sich folgende Informationen:
- Objekt-ID: die Nummer des Kulturdenkmales
- Lage: die Adresse des Kulturdenkmales und die geographischen Koordinaten. Kartenansicht, um Koordinaten zu setzen. In der Kartenansicht sind Kulturdenkmale ohne Koordinaten mit einem roten Marker dargestellt und können in der Karte gesetzt werden. Kulturdenkmale ohne Bild sind mit einem blauen Marker gekennzeichnet, Kulturdenkmale mit Bild mit einem grünen Marker.
- Offizielle Bezeichnung: Bezeichnung des Kulturdenkmales
- Beschreibung: die Beschreibung des Kulturdenkmales
- Bild: ein Bild des Kulturdenkmales

## Sachgesamtheiten
| Objekt-ID      | Lage                                      | Offizielle Bezeichnung     | Beschreibung | Bild                             |
| -------------- | ----------------------------------------- | -------------------------- | --- | -------------------------------- |
| 40578 Wikidata | Dorfstraße (53° 41′ 10″ N, 10° 53′ 10″ O) | Kirche St. Maria Magdalena | Aktualisierung vorgesehen - Begründung: geschichtlich, künstlerisch, städtebaulich, Kulturlandschaft prägend - Schutzumfang: Kirche St. Maria Magdalena mit Ausstattung, Kirchhof, Grabmale bis 1870, Lindenkranz, Granit-Böschungsmauer | weitere Fotos \| Fotos hochladen |

## Bauliche Anlagen
| Objekt-ID     | Lage                                     | Offizielle Bezeichnung                     | Beschreibung | Bild                             |
| ------------- | ---------------------------------------- | ------------------------------------------ | --- | -------------------------------- |
| 3434 Wikidata | Dorfstraße (53° 41′ 10″ N, 10° 53′ 9″ O) | Kirche St. Maria Magdalena mit Ausstattung | Der Bau der Maria-Magdalena Kirche wurde um das Jahr 1200 begonnen. Anfangs wurde die Kirchenbau im spätromanischen Stil mit Feldsteinen begonnen und später im frühgotischen Stil mit Ziegelsteinen weitergeführt. Der hölzerne Kirchturm wurde im 18./19. Jahrhundert errichtet. Alteintragung (Aktualisierung vorgesehen) - Begründung: geschichtlich, künstlerisch, städtebaulich - Schutzumfang: gesamtes Objekt - Denkmaltyp: Bauliche Anlage, Sachgesamtheit: Kirche St. Maria Magdalena | weitere Fotos \| Fotos hochladen |

## Gründenkmale
| Objekt-ID      | Lage                                    | Offizielle Bezeichnung | Beschreibung | Bild            |
| -------------- | --------------------------------------- | ---------------------- | --- | --------------- |
| 20748 Wikidata | Dorfstraße (53° 41′ 9″ N, 10° 53′ 9″ O) | Kirchhof               | Alteintragung (Aktualisierung vorgesehen) - Begründung: geschichtlich, Kulturlandschaft prägend - Schutzumfang: Kirchhof, Grabmale bis 1870, Lindenkranz, Granit-Böschungsmauer - Denkmaltyp: Gründenkmal, Sachgesamtheit: Kirche St. Maria Magdalena | Fotos hochladen |

## Quelle
- Liste der Kulturdenkmale in Schleswig-Holstein – Herzogtum Lauenburg (PDF)

- Karte mit allen Koordinaten:
- OSM |
- WikiMap